# Maglenča
Maglenča falu Horvátországban Belovár-Bilogora megyében. Közigazgatásilag Veliko Trojstvo községhez tartozik.

## Fekvése
Belovártól légvonalban 7, közúton 9 km-re északkeletre, községközpontjától 2 km-re délre, a Bilo-hegység nyugati lejtőin, a Cernaja-patak partján fekszik.

## Története
A település már a középkorban egyházas hely volt. Szentháromság plébániáját 1334-ben „ecclesia sancte trinitatis” néven említik. 1479-ben templomának említésekor „Myglecz” néven szerepel. 1501-ben „Meglech” alakban említik Valentin nevű plébánosával együtt. A térséget 16. század végén szállták meg a törökök. A török megszállás teljesen megváltoztatta az itteni táj képét. A lakosság legnagyobb része az ország biztonságosabb részeire menekült, másokat rabságba hurcoltak. Ezután ez a vidék több évtizedre lakatlanná vált.
A mai falu akkor keletkezett, amikor a török uralom után a 17. századtól a területre folyamatosan telepítették be a keresztény lakosságot. A település 1774-ben, az első katonai felmérés térképén „Dorf Maglenicha” néven szerepelt. A falu a katonai közigazgatás idején a szentgyörgyi ezredhez tartozott. Lipszky János 1808-ban Budán kiadott repertóriumában „Maglencha” néven található. Nagy Lajos 1829-ben kiadott művében „Maglencha” néven 22 házzal, 124 katolikus vallású lakossal szerepelt.
A katonai közigazgatás megszüntetése után Magyar Királyságon belül Horvátország részeként, Belovár-Kőrös vármegye Belovári járásának része volt. 1857-ben 135, 1910-ben 314 lakosa volt. Az 1910-es népszámlálás szerint lakosságának 70%-a horvát, 22%-a magyar, 8%-a szerb anyanyelvű volt. 1918-ban az új Szlovén–Horvát–Szerb Állam, majd később a Jugoszláv Királyság része lett. 1941 és 1945 között a németbarát Független Horvát Államhoz, majd a háború után a szocialista Jugoszláviához tartozott. A háború után a fiatalok elvándorlása miatt lakossága folyamatosan csökkent. 1991-től a független Horvátország része. 1991-ben lakosságának 94%-a horvát nemzetiségű volt. 2011-ben a településnek 316 lakosa volt.

## Lakossága
| Lakosság változása | Lakosság változása | Lakosság változása | Lakosság változása | Lakosság változása | Lakosság változása | Lakosság változása | Lakosság változása | Lakosság változása | Lakosság változása | Lakosság változása | Lakosság változása | Lakosság változása | Lakosság változása | Lakosság változása | Lakosság változása |
| ------------------ | ------------------ | ------------------ | ------------------ | ------------------ | ------------------ | ------------------ | ------------------ | ------------------ | ------------------ | ------------------ | ------------------ | ------------------ | ------------------ | ------------------ | ------------------ |
| 1857               | 1869               | 1880               | 1890               | 1900               | 1910               | 1921               | 1931               | 1948               | 1953               | 1961               | 1971               | 1981               | 1991               | 2001               | 2011               |
| 135                | 129                | 131                | 145                | 184                | 314                | 363                | 513                | 514                | 563                | 550                | 450                | 417                | 375                | 362                | 316                |

## Nevezetességei
Szent Flórián tiszteletére szentelt régi római katolikus kápolnáját 1893-ban említik először. 1971-ben újat építettek helyette, melyet utoljára 1997-ben újítottak fel.